# Nouveau Parti social-démocrate
Pour les articles homonymes, voir Parti social-démocrate.
Le Nouveau Parti social-démocrate (Нова социјалдемократска Партија ou Nova socijaldemokratska partija, NSDP) est un parti politique macédonien de centre gauche, issu d'une scission de l'Union sociale-démocrate de Macédoine en novembre 2005. Il est dirigé par Tito Petkovski, ancien candidat de l'Union sociale-démocrate à la présidence de la République et ancien président de l'Assemblée.